# Риден (Горњи Палатинат)
Риден (њем. Rieden) град је у њемачкој савезној држави Баварска. Једно је од 27 општинских средишта округа Амберг-Зулцбах. Према процјени из 2010. у граду је живјело 2.888 становника. Посједује регионалну шифру (AGS) 9371146.

## Географски и демографски подаци
Риден се налази у савезној држави Баварска у округу Амберг-Зулцбах. Град се налази на надморској висини од 365 метара. Површина општине износи 32,3 km². У самом граду је, према процјени из 2010. године, живјело 2.888 становника. Просјечна густина становништва износи 89 становника/km².